# Dicranomyia (Caenoglochina) scaenalis
Dicranomyia (Caenoglochina) scaenalis is een tweevleugelige uit de familie steltmuggen (Limoniidae). De soort komt voor in het Neotropisch gebied.